# Jean-Joseph-Guillaume Barrau
Jean-Joseph-Guillaume Barrau (* 28. Februar 1882 in Alban, Département Tarn; † 28. Juli 1970) war ein französischer Offizier, der zuletzt als General (Général d’Armée) zwischen 1941 und 1944 Oberkommandierender der Land- und Luftstreitkräfte in Französisch-Westafrika war.

## Leben
Jean-Joseph-Guillaume Barrau, Sohn von Augustin Guillaume Barrau und Victorine Honorine Alibert, besuchte von 1903 bis 1905 den 88. Offizierslehrgang (promotion de La Tour-d’Auvergne) der Militärschule Saint-Cyr (École spéciale militaire de Saint-Cyr) in Coëtquidan, wo die späteren Generale Gabriel Bougrain, Christian Bruneau, Marcel Deslaurens, Philippe Féquant, Jean Houdemon, Louis Koeltz und Henry François Vernillat zu seinen Lehrgangskameraden gehörte und Brigadegeneral Louis François Marcot Kommandant der Militärschule war. Nach Abschluss der Offiziersausbildung trat er am 1. Oktober 1905 als Leutnant (Sous-Lieutenant) zum 22. Regiment der Kolonialinfanterie (Infanterie coloniale) und wurde am 25. Juli 1907 zum Kongo-Bataillon versetzt, wo am 1. Oktober 1907 seine Beförderung zum Oberleutnant (Lieutenant) erfolgte. Am 1. Januar 1908 wurde er zum Indigenen Gabun-Bataillon sowie am 23. August 1910 zum 5. Regiment der Kolonialinfanterie verlegt. Daraufhin wurde er am 25. Februar 1911 zum 1. Indigenen Bataillon sowie am 1. Januar 1912 zum 1. Indigenen Gabun-Regiment versetzt. Am 2. April 1912  wurde er als Oberleutnant des in Ubangi-Schari stationierten Bataillons mit dem Ritterkreuz der Ehrenlegion ausgezeichnet.
Während seiner Kriegseinsätze im Ersten Weltkrieg erhielt er acht Erwähnungen im Kriegsbericht und erlitt neun Kampfwunden. Als Hauptmann (Capitaine) im 1. Regiment der Kolonialinfanterie wurde ihm am 19. November 1915 mit Wirkung zum 25. Oktober 1915 das Offizierskreuz der Ehrenlegion verliehen. Er wurde am 25. Juni 1925 zum Oberstleutnant (Lieutenant-Colonel) befördert und wurde am 11. Januar 1928 stellvertretender Kommandant der Militärschule Saint-Cyr. Am 23. Januar 1929 erfolgte seine Beförderung zum Oberst (Colonel) und als solcher wurde er am 24. Dezember 1931 Kommandeur der Ehrenlegion. Er war später Kommandeur des 21. Regiments der Kolonialinfanterie.
Nachdem Barrau am 13. März 1935 zum Brigadegeneral (Général de brigade) befördert worden war, war er zwischen dem 8. Mai und dem 10. September 1935 Kommandeur der Infanterie der in Toulouse stationierten Gemischten Kolonialgruppe. Am 10. September 1938 wechselte er ins Kriegsministerium und war dort bis zu seiner Ablösung durch Brigadegeneral Maurice-Émile Falvy am 15. Oktober 1938 Direktor der Kolonialtruppen (Direction des Troupes Coloniales). Dort erfolgte am 23. September 1938 seine Beförderung zum Generalmajor (Général de division), woraufhin er zwischen dem 15. Oktober 1938 und dem 23. März 1940 Kommandeur der 3. Kolonial-Infanteriedivision (3e division d’infanterie coloniale). Sein dortiger Nachfolger wurde abermals Brigadegeneral Falvy. Er wurde ferner am 31. Dezember 1939 Großoffizier der Ehrenlegion. Anschließend wurde er am 23. März 1940 Nachfolger von Generalmajor Joseph-Jules-Marie Legendre Kommandierender General der Truppen in Französisch-Westafrika (Supérieur des Troupes d’Afrique-Occidentale française) und erhielt in dieser Verwendung am 20. April 1940 zunächst die Beförderung zum Generalleutnant (Général de corps d’armée) sowie am 14. August 1941 zum General (Général d’armée). 1940 lehnt er den Versuch ab, die englischen und französischen Truppen in Dakar landen zu lassen. 1940 wurde er zudem Mitglied des Obersten Kriegsrates. Zuletzt war er während des Zweiten Weltkrieges vom 20. November 1941 bis zu seinem Eintritt in den Ruhestand am 1. Januar 1944 Oberkommandierender der Land- und Luftstreitkräfte in Französisch-Westafrika. Nach der Landung der Alliierten in Nordafrika im November 1942 schlossen sich die Truppen in Französisch-Westafrika den freifranzösischen Streitkräften unter Charles de Gaulle an.

## Hintergrundliteratur
- Charles D. Pettibone: The Organization and Order of Battle of Militaries in World War II: Volume VI Italy and France Including the Neutral Countries of San Marino, Vatican, Trafford Publishing, 2010, ISBN 978-1-42694-633-2 (Online-Version)